# La Victoria, Valle del Cauca
La Victoria är en ort i Colombia.   Den ligger i departementet Valle del Cauca, i den centrala delen av landet, 220 km väster om huvudstaden Bogotá. La Victoria ligger 916 meter över havet och antalet invånare är 11 064.
Terrängen runt La Victoria är platt åt sydost, men åt nordväst är den kuperad. Runt La Victoria är det ganska tätbefolkat, med 60 invånare per kvadratkilometer. Närmaste större samhälle är Zarzal, 14,7 km söder om La Victoria. Omgivningarna runt La Victoria är huvudsakligen savann.